# Тур Фландрии 2022
106-й выпуск  Тур Фландрии — шоссейной однодневной велогонки по дорогам Бельгии. Гонка прошла 3 апреля 2022 года в рамках Мирового тура UCI 2022. Победу одержал нидерландский велогонщик Матье Ван дер Пул.

## Участники
Автоматически приглашения на гонку приняли все 18 команд категории UCI WorldTeam и три лучшие команды категории UCI ProTeam прошлого сезона Alpecin-Fenix, Arkéa-Samsic и TotalEnergies. Также организаторы пригласили ещё 4 команды категории ProTeam.
За неделю до старта гонки из-за проблем со здоровьем объявил о не участие победитель её 100-го издания Петер Саган. За два дня до старта из-за COVID-19 снялся Ваут ван Арт, а из-за различных травм и болезней в полном составе команда Israel-Premier Tech. Таким образом всего в гонке приняло участие 24 команды.
| UCI WorldTeams (17)- AG2R Citroën Team - Astana Qazaqstan Team - Bahrain Victorious - Bora-Hansgrohe - Cofidis - EF Education-EasyPost - Groupama-FDJ - Ineos Grenadiers - Intermarché-Wanty-Gobert Matériaux - Jumbo-Visma - Lotto-Soudal - Movistar Team - Quick-Step Alpha Vinyl - BikeExchange-Jayco - Team DSM - Trek-Segafredo - UAE Team Emirates UCI ProTeams (7)- Alpecin-Fenix - Arkéa-Samsic - B&B Hotels-KTM - Bingoal Pauwels Sauces WB - TotalEnergies - Sport Vlaanderen-Baloise - Uno-X Pro Cycling Team |
| |

## Маршрут
Маршрут гонки проходил по Восточной Фландрии. Как и в прошлом году, гонка стартовала в Антверпене откуда дистанция направилась на юго-запад вдоль реки Шельды, через Синт-Никлас, Зеле, Дендермонде, рядом с Алстом, далее через Эрпе-Мере в Зоттегем где через 100 км после старта гонщики достигали фламандских Арденн.
После Зоттегема, нужно было преодолеть первые брусчатый участки Lippenhovestraat и Paddestraat на пути в Ауденарде после которого начиналась основная часть маршрута, представлявшая собой три петли в районе Клёйсбергена и Ронсе. Первый категорийный подъём гонки, которым был легендарный Oude Kwaremont и являвшийся одновременно отправной точкой всех трёх петель, располагался ровно на середине дистанции за 136 км до финиша не далеко от Клёйсбергена. Преодолев Oude Kwaremont маршрут шёл на запад и включал на первой петле три брусчатых участка и девять, преимущественно асфальтированных, категорийных подъёмов.
Вторая петля начиналась за 54 км до финиша со связки брусчатых подъёмов Oude Kwaremont и Paterberg и включала также два оставшихся брусчатых участка и четыре брусчатых категорийных подъёма.
Третья петля включала только связку брусчатых подъёмов Oude Kwaremont и Paterberg за 19 км до финиша. После их прохождения оставалось преодолеть последние относительно ровные 13 км мимо Клёйсбергена, а затем вдоль Шельды в Ауденарде, где в конце длинной прямой располагался финиш гонки.
В общей сложности предстояло преодолеть 18 категорийных подъёмов и 7 брусчатых участков. Протяжённость гонки составила чуть больше 270 км и стала второй по протяжённости после гонки 1998 года.
| №  | Название           | Км от старта | Покрытие  | Длина (м) | Средний % | Макс % | Км до финиша |
| -- | ------------------ | ------------ | --------- | --------- | --------- | ------ | ------------ |
| 1  | Oude Kwaremont     | 136,3        | брусчатка | 2 200     | 4 %       | 11,6 % | 136,3        |
| 2  | Kortekeer          | 146,8        | асфальт   | 1 000     | 6,2 %     | 11 %   | 125,7        |
| 3  | Achterberg         | 153,3        | асфальт   | 1 500     | 4,4 %     | 14 %   | 119,2        |
| 4  | Wolvenberg         | 158,2        | асфальт   | 645       | 7,9 %     | 17,3 % | 114,3        |
| 5  | Molenberg          | 170,7        | брусчатка | 463       | 7 %       | 14,2 % | 101,8        |
| 6  | Marlboroughstraat  | 174,6        | асфальт   | 2 040     | 3 %       | 7 %    | 97,9         |
| 7  | Berendries         | 178,7        | асфальт   | 940       | 7 %       | 12,3 % | 93,8         |
| 8  | Valkenberg         | 184          | асфальт   | 54        | 8,1 %     | 12,8 % | 88,5         |
| 9  | Berg Ten Houte     | 196,5        | брусчатка | 1 100     | 6 %       | 21 %   | 76,0         |
| 10 | Kanarieberg        | 201,4        | асфальт   | 1 000     | 7,7 %     | 14 %   | 70,5         |
| 11 | Oude Kwaremont     | 217,9        | брусчатка | 2 200     | 4 %       | 11,6 % | 54,6         |
| 12 | Paterberg          | 221,4        | брусчатка | 360       | 12,9 %    | 20,3 % | 51,1         |
| 13 | Koppenberg         | 227,9        | брусчатка | 600       | 11,6 %    | 22 %   | 44,6         |
| 14 | Steenbeekdries     | 233,3        | брусчатка | 1 100     | 3,1 %     | 7,6 %  | 39,2         |
| 15 | Taaienberg         | 235,7        | брусчатка | 530       | 6,6 %     | 15,8 % | 36,8         |
| 16 | Kruisberg (Hotond) | 246          | брусчатка | 2 500     | 5 %       | 9 %    | 26,5         |
| 17 | Oude Kwaremont     | 255,8        | брусчатка | 2 200     | 4 %       | 11,6 % | 16,7         |
| 18 | Paterberg          | 259,2        | брусчатка | 360       | 12,9 %    | 20,3 % | 13,3         |

| № | Название         | Км от старта | Длина (м) | Км до финиша |
| - | ---------------- | ------------ | --------- | ------------ |
| 1 | Lippenhovestraat | 103,7        | 1 300     | 168,8        |
| 2 | Paddestraat      | 105,2        | 1 500     | 167,8        |
| 3 | Holleweg         | 155,6        | 650       | 116,9        |
| 4 | Kerkgate         | 161,8        | 1 400     | 110,7        |
| 5 | Jagerij          | 164,6        | 800       | 108,1        |
| 6 | Mariaborrestraat | 231,9        | 400       | 40,6         |
| 7 | Stationsberg     | 233,8        | 700       | 38,7         |

## Ход гонки
Примерно через 10 км после старта образовался первый отрыв дня, который составили девять гонщиков: Тако ван дер Хорн (Intermarché-Wanty-Gobert Matériaux), Мануэле Боаро (Astana Qazaqstan Team), Стан Девулф (AG2R Citroën), Том Боли (Cofidis), Макс Кантер (Movistar Team), Себастьян Гриньяр (Lotto Soudal), Лука Моззато (B&B Hotels-KTM), Матис Паашенс (Bingoal Pauwels Sauces WB) и Линдсей Де Вилдер (Sport Vlaanderen-Baloise). На 20 км гонки после старта упал Тадей Погачар (UAE Team Emirates), но не пострадал и смог продолжить гонку. Первый булыжный участок Lippenhovestraat  отрыв дня достиг имея над пелотоном около четырёх с половиной минут преимущества которое к началу первого подъёма Oude Kwaremont стало составлять около четырёх минут. В пелотоне из-за нервозности и борьбы за позиции перед первыми подъёмами произошло несколько падений.
Незадолго до Molenberg, примерно в 100 км от финиша, из пелотона успешно атаковал Йонас Кох (Bora-Hansgrohe) чуть позже к которому присоединился Натан Ван Хойдонк (Jumbo-Visma), атаковавший непосредственно на самом подъёме. Вдвоём они смогли оторваться от пелотона примерно на 30 секунд. Первый отрыв дня сохранял своё преимущество неизменным.
За 94 км до финиша на подъёме Berendries из пелотона образовался ещё один отрыв из 11 гонщиков который составили Иван Гарсия Кортина (Movistar Team), Альберто Беттиоль (EF Education-EasyPost), Мадс Педерсен, Алекс Кирш (оба Trek-Segafredo), Зденек Штыбар, Янник Штаймле (оба Quick-Step Alpha Vinyl Team), Бен Тёрнер (Ineos Grenadiers), Марко Халлер (Bora-Hansgrohe), Мик ван Дейк (Jumbo-Visma), Оливье ле Гак (Groupama-FDJ) и Джанни Вермерш ({{{название велокоманды-2022}}}). Чере 5 км на следующем подъёме Valkenberg они догнали впереди едущие небольшие группки гонщиков и все вместие опережали пелотон на 30 секунд. Также наValkenberg из пелотона отехали Коннор Свифт (Arkéa–Samsic), Тим Велленс (Lotto Soudal) и Кевин Генитц (Groupama-FDJ), которым удалось догнать отрыв за 63 км до финиша. В пелотоне же работу над контролированием разрыва взяли на себя команды TotalEnergies и UAE Team Emirates. Преимущество первого отрыва дня сократилось менее чем до трёх минут.
Примерно за 83 км до финиша в пелотоне произошёл большой завал в котором среди пострадавших оказался Кристоф Лапорт (Jumbo-Visma), однако он смог продолжить гонку и догнал пелотон перед подъёмом Berg Ten Houte. На самом подъёме из первого отрвыва дня отстал Том Боли (Cofidis), тогда как в пелотоне увеличили темп Маттео Трентин (UAE Team Emirates) и Виктор Кампенартс (Lotto Soudal), но не смогли оторваться.
Перед вторым восхождением на Oude Kwaremont первый отрыв дня опережал всего на одну минуту пелотон и на 30 секунд ещё один отрыв из 16 гонщиков. За 56 км до финиша на втором прохождении Oude Kwaremont из пелотона атаковал Тадей Погачар (UAE Team Emirates) и сумел обойти оба впереди ехавших отрыва, но спустя некоторое время вокруг него сформировалась новая лидирующая группа примерно из 30 гонщиков. После второго восхождения на Paterberg (51 км до финиша) группа снова разделилась и из неё ненадолго выпал Каспер Асгрин (Quick-Step Alpha Vinyl Team), которого товарищи по команде сумели вернуть в первую группу.
После спуска с Paterberg из группы лидеров оторвались Дилан ван Барле (Ineos Grenadiers) и Фред Райт (Bahrain Victorious) и добрались до следующего подъёма Koppenberg с отрывом около 20 секунд. На Koppenberg (44,5 км до финиша) из преследующий их группы снова атаковал Тадей Погачар (UAE Team Emirates), за котором на последовали Матье Ван дер Пул ({{{название велокоманды-2022}}}) и Валентен Мадуа (Groupama-FDJ). На участке между двумя следующими подъёмами Steenbeekdries (39 км до финиша) и Taaienberg (36,5 км до финиша) эти пяткро беглецов объединились с преимуществом над основной группой в 30 секунд, которое они смогли увеличть до более чем минуты на следующих километрах. В основной группе преследователей следовали повторные атаки, в результате которых от неё сумели оторвать Штефан Кюнг (Groupama-FDJ), Дилан Тёнс (Bahrain Victorious) и Тиш Бенот (Jumbo-Visma) незадолго до третьего и последнего восхождения на Oude Kwaremont и попытались вместе догнать впереди едущий отрыв из пяти человек.
На подъёме на Oude Kwaremont (16,7 км до финиша) Тадей Погачар (UAE Team Emirates) увеличил скорость так, что только Матье Ван дер Пул ({{{название велокоманды-2022}}}) смог последовать за ним. Вместе они также преодолели последний подъём гонки Paterberg в 13,3 км от финиша. За ними в 30 секунда следовали Валентен Мадуа (Groupama-FDJ) и Дилан Тёнс (Bahrain Victorious), а ещё чуть поодаль Фред Райт (Bahrain Victorious), Дилан ван Барле (Ineos Grenadiers) и Штефан Кюнг (Groupama-FDJ)
Лидеры гонки Тадей Погачар и Матье Ван дер Пул по очереди задавали темп не позволяя смоим преследователям приблизиться. Однако, когда до финиша оставалось около 800 метров, Тадей Погачар отказался выйти вперёд на смену и начал с Матье Ван дер Пулом тактические переглядки. В результате этого они замедлили свою скорость, что позволило Валентену Мадуасу и Дилану ван Барле догнали их за 250 метров до финиша. Матье ван дер Пуэль первым начала финишный спринт находясь на первой позиции исумел первым пересеч финишную черту, выиграв таким образом свой второй Тур Фландрии после 2020 года. Второе место занял Дилан ван Барле, опередив Валентен Мадуа. Тадей Погачар финишировал только четвёртым из-за плохой позиции в спринте, оказавшись между Мадуа и ван Барле. Спустя две секунды финиш пересекли Штефан Кюнг и Дилан Тёнс, которые почти смогли догнать лидеров.

## Результаты
| \| Генеральная классификация \| Генеральная классификация \| Генеральная классификация \| Генеральная классификация \| Генеральная классификация \| \| Гонщик \| Гонщик \| Команда \| Время \| \| \| ------------------------- \| ------------------------- \| ---------------------------------- \| ------------------------- \| ------------------------- \| \| 1-й \| Матье Ван дер Пул \| Alpecin-Fenix \| 6ч 18' 30 \| \| \| 2-й \| Дилан Ван Барле \| Ineos Grenadiers \| + 0 \| \| \| 3-й \| Валантен Мадуа \| Groupama-FDJ \| + 0 \| \| \| 4-й \| Тадей Погачар \| UAE Team Emirates \| + 0 \| \| \| 5-й \| Штефан Кюнг \| Groupama-FDJ \| + 2 \| \| \| 6-й \| Дилан Тёнс \| Bahrain Victorious \| + 2 \| \| \| 7-й \| Фред Райт \| Bahrain Victorious \| + 11 \| \| \| 8-й \| Мадс Педерсен \| Trek-Segafredo \| + 48 \| \| \| 9-й \| Кристоф Лапорт \| Jumbo-Visma \| + 48 \| \| \| 10-й \| Александер Кристофф \| Intermarché-Wanty-Gobert Matériaux \| + 48 \| \| \| 11-й \| Майкл Мэттьюс \| Team BikeExchange-Jayco \| + 48 \| \| \| 12-й \| Ян Тратник \| Bahrain Victorious \| + 48 \| \| \| 13-й \| Тиш Бенот \| Jumbo-Visma \| + 1' 02 \| \| \| 14-й \| Том Пидкок \| Ineos Grenadiers \| + 1' 05 \| \| \| 15-й \| Грег Ван Авермат \| AG2R Citroën Team \| + 1' 07 \| \| \| 16-й \| Данни Ван Поппель \| Bora-Hansgrohe \| + 1' 07 \| \| \| 17-й \| Матис Лоувел \| Arkéa-Samsic \| + 1' 07 \| \| \| 18-й \| Джон Дегенкольб \| Team DSM \| + 1' 07 \| \| \| 19-й \| Майк Тёниссен \| Jumbo-Visma \| + 1' 07 \| \| \| 20-й \| Алекс Аранбуру \| Movistar Team \| + 1' 07 \| \| |                     |                                    |           |
| |                     |                                    |           |
| Источник: ProCyclingStats |                     |                                    |           |
| Генеральная классификация |                     |                                    |           |
| Гонщик | Гонщик              | Команда                            | Время     |
| 1-й | Матье Ван дер Пул   | Alpecin-Fenix                      | 6ч 18' 30 |
| 2-й | Дилан Ван Барле     | Ineos Grenadiers                   | + 0       |
| 3-й | Валантен Мадуа      | Groupama-FDJ                       | + 0       |
| 4-й | Тадей Погачар       | UAE Team Emirates                  | + 0       |
| 5-й | Штефан Кюнг         | Groupama-FDJ                       | + 2       |
| 6-й | Дилан Тёнс          | Bahrain Victorious                 | + 2       |
| 7-й | Фред Райт           | Bahrain Victorious                 | + 11      |
| 8-й | Мадс Педерсен       | Trek-Segafredo                     | + 48      |
| 9-й | Кристоф Лапорт      | Jumbo-Visma                        | + 48      |
| 10-й | Александер Кристофф | Intermarché-Wanty-Gobert Matériaux | + 48      |
| 11-й | Майкл Мэттьюс       | Team BikeExchange-Jayco            | + 48      |
| 12-й | Ян Тратник          | Bahrain Victorious                 | + 48      |
| 13-й | Тиш Бенот           | Jumbo-Visma                        | + 1' 02   |
| 14-й | Том Пидкок          | Ineos Grenadiers                   | + 1' 05   |
| 15-й | Грег Ван Авермат    | AG2R Citroën Team                  | + 1' 07   |
| 16-й | Данни Ван Поппель   | Bora-Hansgrohe                     | + 1' 07   |
| 17-й | Матис Лоувел        | Arkéa-Samsic                       | + 1' 07   |
| 18-й | Джон Дегенкольб     | Team DSM                           | + 1' 07   |
| 19-й | Майк Тёниссен       | Jumbo-Visma                        | + 1' 07   |
| 20-й | Алекс Аранбуру      | Movistar Team                      | + 1' 07   |